# Fiannamail ua Dúnchado
Fiannamail ua Dúnchada va ser rei dels escots de Dál Riata del 698 al 700/701.

## Origen
Era net de Dúnchad mac Conaing i probablement fill de Conall Cael mac Dúnchad, que va morir a Kintyre el 681. Per tant, provenia d'una branca més jove del Cinél Gabráin que va reprendre la lluita contra el Cenél Loairn després de l'assassinat el 697 d'Eochaid mac Domangairt, el descendent directe de Dominall Brecc.

## Regnat
S'apodera del tron després de l'expulsió d'Ainbcellach mac Ferchair, que és enviat captiu a Irlanda. Els Annals d'Ulster ens diuen que va ser assassinat dos anys més tard, l'any 701, sens dubte per Selbach mac Ferchair, el germà d'Ainbcellach que aleshores va pujar al tron4.
L'any 697 el seu nom figura entre els signants de la “Lex Innocentium”, establerta al sínode de Birr per sant Adamnà.

## Descendència
La seva família, establerta a Kintyre, va continuar tenint un paper important durant uns quaranta anys. Observem un tal Becc Ua Dúnchada que potser era el seu germà i que serà assassinat el 707 i sobretot el seu parent (fill, germà o cosí?) Dúnchad Becc rei de Kintyre que va derrotar a Selbach mac Ferchair a la batalla naval d'Ard Nesbi el dia 6. Setembre o octubre de 719 abans de morir el 721.
Indrechtach, el fill de Fiannamail que no és reconegut com a rei de Dalriada als Annals, serà derrotat en la batalla de Druin Cathmail abans de ser assassinat el mateix any amb el seu germà Conall i "molts altres" a la de Forboros pel rei pict. Oengus I el 741.